# Xylotrechus quercus
Xylotrechus quercus là một loài bọ cánh cứng trong họ Cerambycidae.